# Dellach (Karyntia)
Dellach – gmina w Austrii, w kraju związkowym Karyntia, w powiecie Hermagor. Według Austriackiego Urzędu Statystycznego liczyła 1228 mieszkańców (1 stycznia 2015).